# Live: Right Here, Right Now
A Live: Right Here, Right Now. az amerikai Van Halen hard rock együttes, 1993-ban megjelent koncertlemeze. A zenekarnak ez az első koncertlemeze. A dalokat az 1992 májusában adott két Selland Arena-beli fellépésen rögzítették, mely Fresnoban található. A program nagy részét a For Unlawful Carnal Knowledge album számai teszik ki. Ezek mellett található basszusgitár, gitár és dobszóló.
A kiadvány nemcsak dupla CD formátumban jelent meg, 1999 óta DVD-n is kapható. A két kiadvány tartalma némileg eltér. A második CD-n szerepel egy The Who feldolgozás is, a DVD-n pedig egy Sammy Hagar szólódal is felbukkan az Eagles Fly, továbbá a Dream Is Over is szerepel a koncertfilmen. 
A DVD-t 15 kamerával vették fel, és 2 órányi a játékideje.

## Számlista
CD 1
1. "Poundcake" – 5:28 (For Unlawful Carnal Knowledge)
2. "Judgement Day" – 4:52 (For Unlawful Carnal Knowledge)
3. "When It's Love" – 5:22 (from OU812)
4. "Spanked"  – 5:08 (from For Unlawful Carnal Knowledge)
5. "Ain't Talkin' 'Bout Love" (Anthony/Roth/Van Halen/Van Halen) – 4:37 (Van Halen)
6. "In 'n' Out" – 6:20 (For Unlawful Carnal Knowledge)
7. "Dreams" – 4:49 (5150)†
8. "Man on a Mission" – 4:49 (For Unlawful Carnal Knowledge)
9. "Ultra Bass" – 5:15 (Michael Anthony basszusgitárszóló)
10. "Pleasure Dome/Dob Szóló" – 9:38 (For Unlawful Carnal Knowledge/Alex Van Halen dob szóló)
11. "Panama"  – 6:39 (1984)
12. "Love Walks In" – 5:14 (5150)
13. "Runaround" – 5:21 (For Unlawful Carnal Knowledge)

CD 2
1. "Right Now" – 6:13 (For Unlawful Carnal Knowledge)
2. "One Way to Rock" (Hagar) – 4:58 (Sammy Hagar szólódal, Standing Hampton c. albumáról)
3. "Why Can't This Be Love?" – 5:22 (5150)
4. "Give to Live" (Hagar) – 5:39 (Sammy Hagar szólódal, I Never Said Goodbye c. albumáról)
5. "Finish What Ya Started" – 5:50 (OU812)
6. "Best of Both Worlds" – 5:00 (5150)
7. "316" – 11:37 (For Unlawful Carnal Knowledge)
8. "You Really Got Me/Cabo Wabo" (Ray Davies/Anthony/Hagar/Van Halen/Van Halen) – 7:58 (feldolgozás a The Kinks együttestől.
9. "Won't Get Fooled Again] (Pete Townshend) – 5:41 (The Who feldolgozás)†
10. "Jump"  – 4:26 (1984)†
11. "Top of the World" – 4:59 (For Unlawful Carnal Knowledge)

DVD
1. "Poundcake" – 5:28
2. "Judgement Day" – 4:52
3. "Man on a Mission" – 4:49
4. "When It's Love" – 5:22
5. "In 'n' Out" – 6:20
6. "Right Now" – 6:13
7. "Ultra Bass" – 5:15
8. "Pleasure Dome/Dob Szóló" – 9:38
9. "Spanked"  – 5:08
10. "Runaround" – 5:21
11. "Finish What Ya Started" – 5:50
12. "Eagles Fly" (Hagar) – 6:03
13. "316" – 11:37
14. "You Really Got Me/Cabo Wabo" (Ray Davies/Anthony/Hagar/Van Halen/Van Halen) – 7:58
15. "The Dream Is Over"
16. "Jump" (Anthony/Roth/Van Halen/Van Halen) – 4:26
17. "Top of the World" – 4:59

## Zenészek
- Sammy Hagar – ének, ritmusgitár
- Eddie Van Halen – szólógitár, billentyűs hangszerek, háttérének
- Michael Anthony – basszusgitár, háttérének
- Alex Van Halen – ütőshangszerek, dob

## Helyezések

### Album
Billboard (Észak Amerika)
| Év   | Lista             | Helyezés |
| ---- | ----------------- | -------- |
| 1993 | The Billboard 200 | 5        |